# Розоноэр, Лев Ильич
Лев Ильич Розоноэр (31 августа 1931, Москва, СССР — 25 апреля 2023, США) — советский, российский и американский ученый в области теории управления, кибернетики, физики, доктор технических наук (1963), профессор МФТИ. Один из основоположников теории оптимального управления.

## Биография

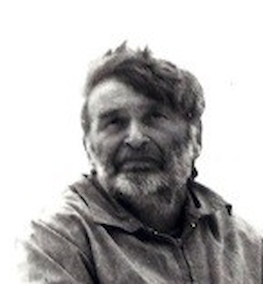

Сын Леонида Львовича Сереброва (1900—1938), директора текстильного комбината в Москве, уроженца г. Станислава, и Руфи Александровны Розоноэр (урожд. Руфи Арнольдовны Абрамович) (1904—1986). В 40-е гг. был усыновлен отчимом Ильей Ильичом Розоноэром (1900—1974).
Л. Л. Серебров был арестован в 1934 г. по статье 109 УК РСФСР «Злоупотребление властью или служебным положением», отбывал заключение в Сиблаге. Арестован повторно в г. Барнауле Алтайского края 07.03.1938 и обвинен в том, что «создал и возглавил контрреволюционную диверсионно-подрывную группу из числа заключенных». Осужден Особым совещанием при НКВД СССР 28.08.1938 по ст. 58-6, 7, 11 УК РСФСР и приговорен к расстрелу. Приговор приведен в исполнение 08.09.1938. Реабилитирован по заключению Военной прокуратуры СибВО от 25.05.1989.
Л. И. Розоноэр окончил Московский энергетический институт. С 1955 года работал в Институте автоматики и телемеханики АН СССР (ИАТ), ныне Институт проблем управления имени В. А. Трапезникова РАН (ИПУ РАН). В 1960 году защитил кандидатскую диссертацию по физико-математическим наукам на тему «Вариационные методы исследования качества систем автоматического управления». В 1963 защитил докторскую диссертацию на тему «Вариационный подход к проблеме инвариантности систем автоматического управления». С 1965 года — профессор МФТИ. Наиболее известен своими работами по оптимальному управлению. В 1996 году эмигрировал в США. После 2000 г. в основном сосредоточил свои усилия на исследованиях в области теоретической физики.

## Научная деятельность

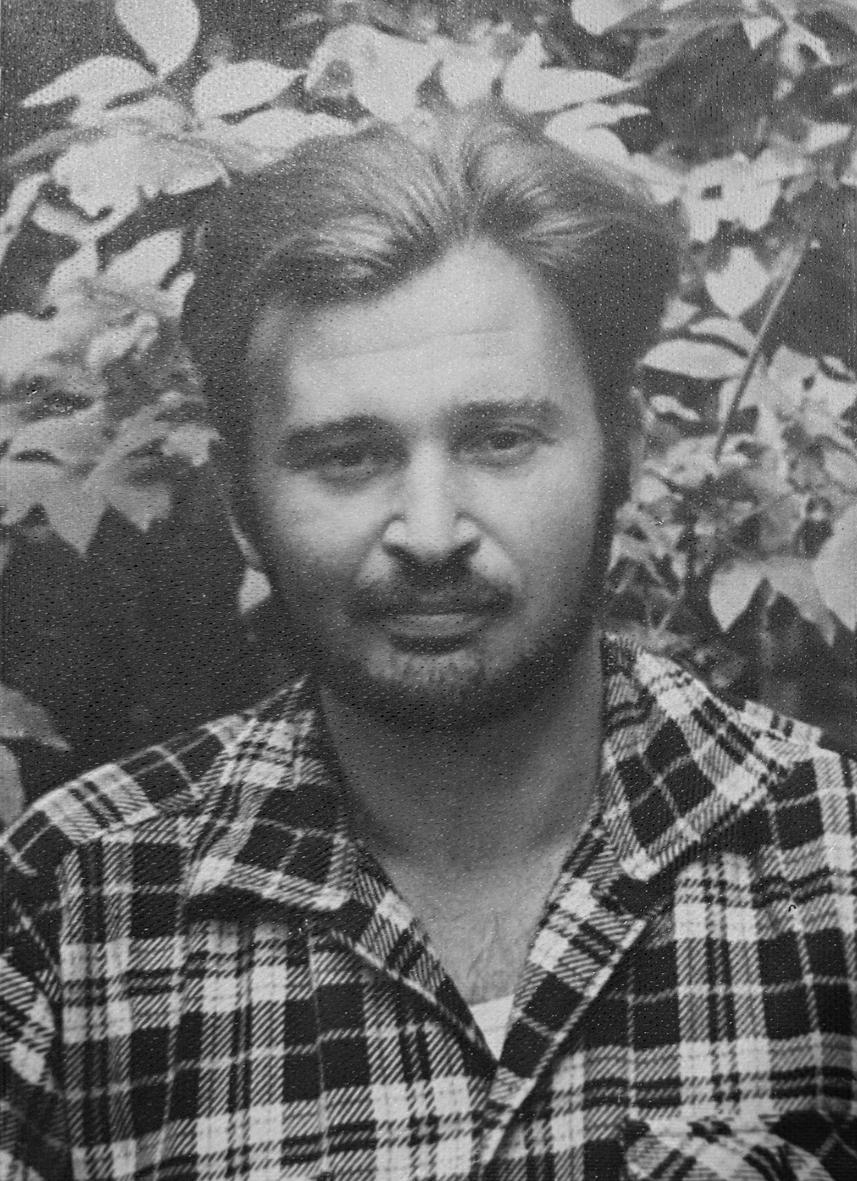
Л. И. Розоноэр, приблизительно 1960 г.

Широкую известность Л. И. Розоноэру принесли работы по теории оптимального управления. Он дал более простое (чем в монографии Л. С. Понтрягина и его учеников), а для некоторых постановок — первое, доказательство принципа максимума, а также получил достаточные условия оптимальности и форму граничных условий для ряда задач оптимального управления; показал связь принципа максимума с методом динамического программирования; cформулировал и доказал принцип, аналогичный принципу максимума, для оптимальных процессов в линейных дискретных системах. Получил представление проблемы инвариантности систем автоматического управления в виде вариационной задачи и применил для её решения вариационные методы теории оптимальности. В результате были получены критерии инвариантности в линейных системах.
Заложил основы оптимального управления термодинамическими системами.
Совместно с Э. М. Браверманом предложил метод потенциальных функций в теории обучения машин. По мнению И. Б. Мучника, прогресс, возникший в мире в теории и практике обучения машин в девяностые и нулевые годы существенно опирался на переосмысление идей метода потенциальных функций.
Круг научных интересов Л. И. Розоноэра был необычайно широк, включая, в частности,
вариационные методы в теории автоматического управления,
проблемы инвариантности и качества систем управления,
математическую логику,
квантовые измерения,
исследование операций,
дифференциальные игры,
теорию динамических систем,
теорию информации,
теории алгоритмов и автоматов,
теорию эволюции,
машинное обучение,
математическую экономику,
квантовую механику,
статистическую физику,
термодинамику,
химическую кинетику.
Им написан ряд работ по философии, истории науки, техники и технологий.
Его работы по этим и другим темам, выполненные после 2000 г., собраны в книге «Последние тексты. Теория систем. Физика. Человек, наука, социум». — Москва: Физматлит, 2018, 717 стр.
Из 1-го и 2-го уровней трехуровневого содержания книги:
- Теория систем
  - К термодинамической теории рынка (о понятии экономической температуры)
  - О моделях биологической эволюции
  - Мыслящий самопроектирующийся геном
  - Рефлексивная теория, содержащий её мир и теорема Геделя
  - Когда можно подозревать участие разума в обеспечении целостности многокомпонентной системы
  - Координация активности системы посредством «квантового дарвинизма»
  - Вычисления на квантовом компьютере
  - Квантовая физика, философия и теория систем
  - О субъективной вероятности
  - О шредингеровской и гейзенберговской картинах системы
  - О понятии композиционной сложности
- Физика
  - Различные аспекты гипотезы о случайном ходе времени
  - Программа обоснования статистической физики на основе гипотезы о случайном ходе времени
  - Астронавигационные аномалии как результат влияния темной энергии
  - О космологической константе и темной энергии
  - Неравновесная термодинамика и флуктуации
  - Философские, методологические и методические вопросы физики
- Человек, наука, социум
  - Человеческий дух и понятие свободы
  - Место философии в мире духа
  - Наука как инструмент познания и её функционирование в социуме
  - Искусство в сфере духа
  - Социум и личность
  - Разное

Одним из главных своих результатов Л. И. Розоноэр считал гипотезу о случайном ходе времени как причине декогеренции в квантовой механике.

## Семья
- Жена — Эсфирь Владимировна Розоноэр (урожденная Эсфирь Вульфовна Мунькина), род. 07.05.1932, педиатр
- Сын — Владимир (род. 1955), пенсионер
  - Внуки — Анна (род. 1977), библеист; Илья (род. 1988); Вениамин (род. 1998)
- Дочь — Екатерина (род. 1965), преподаватель музыки и вокала
  - Внуки — Леонид (род. 1991), юрист и программист; Даниил (род. 1994)
- Сестра — Ольга Ильинична Розоноэр (род. 1948)

## Память о нём
В ИАТе (ИПУ РАН) Л. И. Розоноэр не руководил подразделениями (занимая высшую должность научного сотрудника в 25-й лаборатории М. А. Айзермана, а позже — Ф. Т. Алескерова и в короткий период 1995—1997 гг. — А. В. Малишевского), но был одним из неформальных лидеров. Его выступления на семинарах становились событием. Печатные работы его учеников удивляли глубиной и яркостью, выдававшими их «скрытого» соавтора. Отпуск он нередко проводил в экспедициях, в качестве рабочего. Его кабинет в ИПУ своим номером — 314 — «округлял» число пи, как и (с большей «грубостью») — день и год его рождения (31). К его 90-летию друзья изготовили книгу приветствий из 26 разделов: 124 страницы заметок с воспоминаниями о встречах и коротких поздравлений.